# Delphinium viridescens
Delphinium viridescens är en ranunkelväxtart som beskrevs av Leiberg. Delphinium viridescens ingår i släktet storriddarsporrar, och familjen ranunkelväxter. Inga underarter finns listade i Catalogue of Life.